# Plus ultra (lema)

Escudo de España con el lema alrededor de las Columnas de Hércules.

Plus ultra («Más allá» en latín) es el lema oficial de España. Este lema se utilizó en expresión del dinamismo del nuevo Imperio español y para animar a los navegantes a desafiar la antigua advertencia de la mitología griega, según la cual Hércules había puesto dos pilares en el estrecho de Gibraltar, y se creía que eran el límite del mundo, la última frontera que los navegantes del Mediterráneo podían alcanzar. Era el Non terrae plus ultra («No existe tierra más allá») en referencia también a Finisterre, pero este lema perdió su poder simbólico a raíz de que Cristóbal Colón llegara a las Indias Occidentales cruzando el océano Atlántico en 1492.

## Historia
Fue utilizado por primera vez en 1516 por Carlos I, rey de España y joven duque de Borgoña, que empleó Plus oultre en francés como su lema personal. Según los estudios de Earl Rosenthal, el lema proviene de la influencia del médico y consejero personal del futuro emperador Carlos V, el humanista milanés Luigi Marliano (1464-1521). Este aconsejó al en 1516, cuando alcanzó su mayoría de edad y fue proclamado gran maestro de la Orden del Toisón de Oro, poner bajo su oficina el lema. En España, el francés original fue traducido al latín en un arco de celebración de la entrada de Carlos en Burgos, debido a la hostilidad que los españoles tenían hacia los consejeros y ministros borgoñones francófonos del emperador.

## Uso

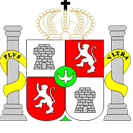
Escudo de la Ciudad de Villarrica con el lema PLVS VLTRA alrededor de las Columnas de Hércules, inspirada al escudo de España, por su lealtad hacia la Corona Española

Escudo del Estado de Coahuila con el lema Plus ultra en la columna que aparece en la esquina superior derecha.

En el actual escudo, el lema viene escrito alrededor de las dos Columnas de Hércules.
Igualmente, es el lema del estado de Veracruz de Ignacio de la Llave, del estado de Tabasco, así como del estado de Coahuila de Zaragoza en México, de la ciudad de Villarrica del Espíritu Santo, capital del Departamento del Guaira en Paraguay y de la Armada de la República de Colombia.

## En la cultura popular
- Es usado en el manga y anime My Hero Academia como lema de la academia de héroes U. A. High School.[9]
- El lema está tatuado en el brazo de uno de los personajes jugables en el videojuego de 2019 Apex Legends, Octane.[10]
- Logro en Minecraft, se desbloquea al entrar a la dimensión del Nether.